# August Giacomo Jochmus
August Giacomo Jochmus (født 27. februar 1808 i Hamburg, død 14. september 1881 i Bamberg) var en østrigsk friherre og feltmarskalløjtnant.

## Liv og gerning
Han begyndte med at gå handelsvejen, men opgav snart denne for 1827 at rejse til Grækenland, hvor han fik ansættelse som kaptajn og adjutant hos general Church og senere i krigsministeriet. Da han blev tvungen til at forlade Grækenland, gik han til England og trådte ind i den fremmedlegion, der sendtes til hjælp for dronning Isabella. I spansk tjeneste avancerede han i 1837 til brigadegeneral og var under Espartero generalstabschef ved nordhæren. 

### Felttoget i Syrien
Efter borgerkrigens afslutning rejste han 1838 tilbage til England, hvorfra han af Palmerston sendtes til Konstantinopel for at være behjælpelig med udarbejdelsen af en plan for det forestående felttog i Syrien. Under dette udnævntes han til divisionsgeneral og pasha, blev generalstabschef ved den forenede tyrkisk-engelsk-østrigske hær og udmærkede sig ved indtagelsen af Acre. I slutningen af 1840 fik han overkommandoen over den tyrkiske operationshær, som han førte til felttogets afslutning det følgende år, ansattes der efter i krigsministeriet i Konstantinopel, indtil Martsbevægelsen i Tyskland 1848 foranledigede ham til at rejse hjem. 
Af ærkehertug Johan udnævntes han til rigsminister (udenrigs- og marineminister) og trak sig ved ministeriets opløsning i 1849 tilbage til privatlivet. Han ophøjedes efter krigen i Italien 1859 til friherre og efter krigen 1866 til feltmarskalløjtnant. 
Han havde 1853—1855 og 1870—1871 foretaget rejser omkring jorden.

## Forfatterskab
Han udgav Der syrische Krieg und der Verfall des Osmanenreichs seit 1840 (1856).
Hans samlede skrifter blev udgivet af Thomas i Berlin 1883—1884.